# 小行星8780
小行星8780（8780 Forte）是一颗绕太阳运转的小行星，为主小行星带小行星。该小行星于1975年6月发现。

## 轨道参数
小行星8780的轨道半长轴为332 533 842 km（2.2228198 UA），离心率为0.205。